# 玉太乡
玉太乡，是中华人民共和国四川省遂宁市射洪市曾经下辖的一个乡。2019年9月，撤销复桥镇，将其所属行政区域划归龙凤镇管辖。

## 行政区划
玉太乡撤销前下辖以下地区：
土桥村、棕复沟村、皂角坪村、花朝门村、方家嘴村、崩山子村、麻柳坪村、地母垭村、鱼池村、飞石沟村、临江村、木孔坝村、尊圣村和改板沟村。